# Højrepopulisme
Højrepopulisme er en fælles betegnelse for en række partier og bevægelser som tilhører det såkaldte nye højre. Det er typisk partier, der har en højreorienteret værdipolitik og en national identitetspolitik samt en etnisk definition af national identitet. Mens den traditionelle højrefløj først etablerede sig i kamp mod liberalismen og senere i kamp mod arbejderbevægelsen og socialismen, er højrepopulismen af nyere dato og forsøger at hæve sig over disse skillelinjer, selvom de i hovedsagen knytter alliancer til den traditionelle højrefløj. Ideologisk kan højrepopulismen være neoliberalt eller nationalkonservativt funderet.
Som politisk ideologi spænder højrepopulismen vidt, og partiene som regnes som repræsentanter for højrepopulismen, er til dels stærkt uenige i spørgsmål som har at gøre med finans-, velfærds- og udenrigspolitik. Fælles for de højrepopulistiske partier er at de baserer sig på en forestilling om en grundlæggende konflikt mellem folket og eliten, hvor eliten truer folkets indre enhed, at de udfylder en protest mod moderniseringsprocesser i samfundet, og at deres styrke ligger i svækkelsen af traditionelle politiske identiteter.
Siden finanskrisen 2007-2009 har højrepopulistiske partier og grupperinger haft stigende tilslutning i store dele af verden. I Europa har de højrepopulistiske partier ofte slået på modstand mod indvandring og europæisk integration.
Demokratiforskeren lektor Mogens Herman Hansen har karakteriseret partierne Front National i Frankrig, Fremskrittspartiet i Norge, Lov og Retfærdighed i Polen, Det Schweiziske Folkeparti, UK Independence Party (Ukip) i Storbritannien, Sverigedemokraterna i Sverige, Alternative für Deutschland i Tyskland, Fidesz i Ungarn og Det Østrigske Frihedsparti som højrepopulistiske.